# K. Flay
K. Flay, stilisierte Schreibweise K.Flay (* 30. Juni 1985 in Evanston, Illinois; bürgerlich Kristine Meredith Flaherty), ist eine US-amerikanische Alternative-Sängerin. Sie steht seit 2016 bei Night Street Records, ein Sublabel von Interscope Records, unter Vertrag.

## Leben
K.Flay verbrachte ihre Kindheit in einem Vorort von Chicago. Ihre Eltern ließen sich scheiden, als sie 7 Jahre alt war. Während ihres letzten Schuljahres verstarb ihr Vater, der ein Gitarrenspieler gewesen war und ihren Musikstil nach eigener Aussage geprägt hat. Diverse Stücke ihres Debütalbums sind darum ihrem Vater gewidmet. 2003 begann sie ein Psychologie- und Soziologiestudium an der Stanford University, das sie abschloss.
K.Flay, offen bisexuell, ist seit 2018 mit der Musikerin Miya Folick liiert. Ihre Fans und Follower haben durch eine von K.Flay auf Instagram gepostete Liebeserklärung von der Beziehung erfahren.

## Musikalischer Werdegang
In den Universitätsjahren begann sie zunächst parodierend mit Blingity Blang Blang Rap-Texte zu schreiben. Es folgte ihr erstes Mixtape Suburban Rap Queen, das im Jahr 2004 veröffentlicht wurde.
Von 2008 bis 2014 veröffentlichte sie mehrere Mixtapes. Dann verließ sie ihr bisheriges Musiklabel RCA Records, um ein Studioalbum zu produzieren. Das Label soll sich gegen ein Studioalbum ausgesprochen haben, da „niemand an ihren Problemen interessiert“ sei. Am 10. Juni 2014 veröffentlichte sie ihr Debütalbum Life As a Dog, in dem sie Elemente des Raps, der elektronischen Musik, des Indie-Genres und der Popmusik kombinierte. Das Album erreichte Platz 14 der Rap-Charts und Platz 133 der offiziellen Albumcharts. Weltweit veröffentlichte sie das Album in Eigenregie, lediglich in Deutschland, Österreich und der Schweiz entschied sie sich mit dem Indie-Label Humming Records für einen lokalen Partner.
Am 19. August 2016 erschien die EP Crush Me in Deutschland. Die Single Blood in the Cut ist der Trailer-Song der US-amerikanischen Serie Scream Queens.

## Diskografie

### Studioalben
- 2009: Single and Famous
- 2014: Life as a Dog[7] (Bummer Picnic Records)
- 2017: Every Where Is Some Where (Interscope Records)
- 2019: Solutions (Interscope Records)
- 2023: MONO (Giant Music)

### EPs
- 2010: K.Flay
- 2012: Eyes Shut
- 2013: What If It Is
- 2016: Crush Me
- 2021: Inside Voices
- 2021: Outside Voices

### Mixtapes
- 2004: Suburban Rap Queen
- 2009: Mashed Potatoes
- 2011: I Stopped Caring In ’96
- 2013: West Ghost

### Singles
- 2011: 2 Weak
- 2011: Fuck & Run
- 2012: Rest Your Mind (feat. Felix Cartal)
- 2012: LA Again
- 2013: Hail Mary (feat. Danny Brown)
- 2013: Rawks
- 2014: Make Me Fade
- 2016: FML
- 2016: Blood in the Cut (US: Gold)
- 2017: Black Wave
- 2017: High Enough (UK: Silber, US: Platin, #18 der deutschen Single-Trend-Charts am 7. Januar 2022)[14]
- 2017: Giver
- 2017: Dreamers
- 2019: Bad Vibes
- 2019: This Baby Don’t Cry
- 2019: Sister

### Gastbeiträge
- 2009: Coastin‘ (Zion I feat. K.Flay)
- 2015: It’s Strange (Louis the Child feat. K.Flay)
- 2018: Favorite Color Is Blue (Robert DeLong feat. K.Flay)
- 2018: Make It Up as I Go (Mike Shinoda feat. K.Flay)
- 2019: Called You Twice (FIDLAR feat. K.Flay)
- 2019: CONFIDENCE (X Ambassadors feat. K.Flay)
- 2020: Peaches (grandson feat. K.Flay)
- 2020: Zen (X Ambassadors feat. grandson and K.Flay)
- 2025: Fight Like A Girl (Evanescence feat. K.Flay)

## Auszeichnungen für Musikverkäufe
| Goldene Schallplatte - Frankreich - 2024: für die Single High Enough - Polen - 2024: für das Album Every Where Is Some Where | Platin-Schallplatte - Brasilien - 2024: für die Single High Enough 2× Platin-Schallplatte - Polen - 2024: für die Single High Enough |

| Land/RegionAuszeichnungen für Musikverkäufe (Land/Region, Auszeichnungen, Verkäufe, Quellen) | Silber  | Gold     | Platin     | Verkäufe  | Quellen             |
| -------------------------------------------------------------------------------------------- | ------- | -------- | ---------- | --------- | ------------------- |
| Brasilien (PMB)                                                                              | —       | —        | Platin1    | 40.000    | pro-musicabr.org.br |
| Frankreich (SNEP)                                                                            | —       | Gold1    | —          | 100.000   | snepmusique.com     |
| Polen (ZPAV)                                                                                 | —       | Gold1    | 2× Platin2 | 125.000   | olis.pl             |
| Vereinigte Staaten (RIAA)                                                                    | —       | Gold1    | Platin1    | 1.500.000 | riaa.com            |
| Vereinigtes Königreich (BPI)                                                                 | Silber1 | —        | —          | 200.000   | bpi.co.uk           |
| Insgesamt                                                                                    | Silber1 | 3× Gold3 | 4× Platin4 |           |                     |